# Walter Spence
Walter Spence (né le 3 mars 1901 à Linden (Guyana) et mort le 16 octobre 1958 à White Plains (New York)) est un nageur canadien spécialiste des épreuves de nage libre.

## Palmarès

### Jeux olympiques
- Jeux olympiques de 1928 à Amsterdam (Pays-Bas) :
  -  Médaille de bronze du 4 × 200 m nage libre[1].